# Perlomyia
Perlomyia is een geslacht van steenvliegen uit de familie naaldsteenvliegen (Leuctridae). De wetenschappelijke naam van het geslacht is voor het eerst geldig gepubliceerd in 1906 door Banks.

## Soorten
Perlomyia omvat de volgende soorten:
- Perlomyia ainu Sivec & Stark, 2012
- Perlomyia collaris Banks, 1906
- Perlomyia gifuensis (Kohno, 1965)
- Perlomyia honshu Sivec & Stark, 2012
- Perlomyia insularis (Zhiltzova, 1975)
- Perlomyia isobeae Sivec & Stark, 2012
- Perlomyia iwate Sivec & Stark, 2012
- Perlomyia kappa Sivec & Stark, 2012
- Perlomyia kersti Sivec & Stark, 2012
- Perlomyia kiritshenkoi Zhiltzova, 1974
- Perlomyia levanidovae (Zhiltzova, 1975)
- Perlomyia mahunkai (Zwick, 1973)
- Perlomyia martynovi (Zhiltzova, 1975)
- Perlomyia parva (Kawai, 1967)
- Perlomyia secunda (Zapekina-Dulkeit, 1955)
- Perlomyia sinuata Sivec & Stark, 2012
- Perlomyia smithae Nelson & Hanson, 1973
- Perlomyia utahensis Needham & Claassen, 1925